# Affaire des paris truqués (handball)

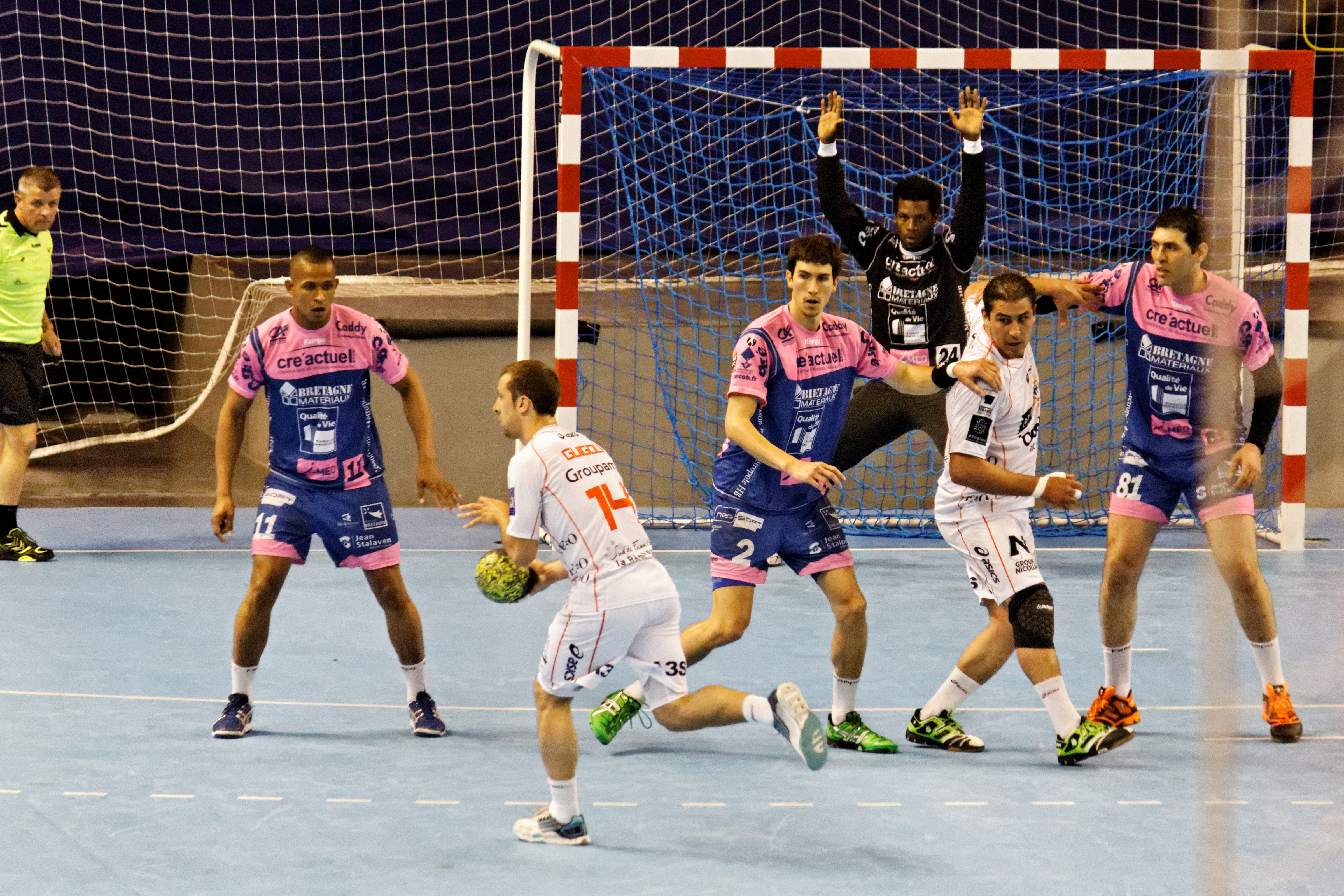
Le Montpellier AHB (en blanc), face au Cesson Rennes MHB, le 12 mai 2012.

Pour les articles homonymes, voir Affaire des paris truqués.
L'affaire des paris truqués désigne l'enquête et le procès engagés à la suite de soupçons de la Française des jeux portant sur le montant élevé des paris sportifs lors du match entre le Montpellier Agglomération Handball et le Cesson Rennes MHB le 12 mai 2012. Au cours de ce match, comptant pour le championnat de France de handball, des proches des joueurs et de l'encadrement de Montpellier auraient parié sur le fait que le club breton mène au score à la mi-temps, ce qui fut effectivement le cas (15-12),.
En juillet 2015, le tribunal de Montpellier reconnaît coupable d'escroquerie plusieurs joueurs de Montpellier dont Mladen Bojinović, Dragan Gajić, Luka et Nikola Karabatic, Samuel Honrubia, Primož Prošt, Mickaël Robin et Issam Tej. Ils sont condamnés à des amendes de 1 500 à 30 000 euros. Le 1er février 2017, la cour d'appel de Montpellier confirme le jugement : les frères Karabatic sont condamnés à deux mois de prison avec sursis en appel pour paris truqués et à 10 000 euros d'amendes, les autres peines prononcées s’échelonnant de 10 000 euros d’amende avec sursis à 4 mois de prison avec sursis et 40 000 euros d’amende.

## Contexte
Le 3 mai 2012, à la suite de la défaite de Chambéry contre le HBC Nantes comptant pour la 23e journée, le Montpellier Agglomération Handball (MAHB) remporte son cinquième titre consécutif de champion de France et le quatorzième de l'histoire du club. L'équipe du MAHB joue le lendemain face au Dunkerque HGL où elle s'impose 36-28. Montpellier, éliminé de la Ligue des champions et vainqueur des quatre compétitions nationales de la saison 2011-2012 (Trophée des champions, Coupe de la Ligue, Coupe de France et, donc, Championnat de France) n'a ainsi plus d'enjeu sportif en cette fin de saison et décide de se passer de plusieurs de ses joueurs majeurs, légèrement blessés ou laissés au repos en vue des Jeux olympiques : Nikola et Luka Karabatic, Mladen Bojinović, Vid Kavtičnik et Samuel Honrubia. Les Héraultais se rendent ainsi diminués en Bretagne.
Le Cesson Rennes Métropole Handball, sixième avant le match, n'a pas gagné depuis le 2 mars 2012 et a besoin de l'emporter face au Montpellier AHB s'il veut assurer son maintien parmi l'élite pour la saison suivante. Le match se déroule à Rennes au Liberté à 18 h, devant plus de 4 000 personnes.

## Match
| 12 mai 2012 18h00 | Cesson Rennes MHB                                                                    | 31 - 28   | Montpellier Agglomération Handball                                              | Le Liberté (Rennes) Affluence : 4 000 Arbitrage : René Hervouet & Clément Bader |
| 12 mai 2012 18h00 | Lanfranchi 8 Doré 6 Ternel 5 Le Boulaire 4 B. Briffe 3 R. Briffe 2 Biloum 2 Hochet 1 | (15 - 12) | 10 Gajić 6 Tej 4 Accambray 3 Arvin-Berod 2 Guigou 1 Bonnefond 1 Grebille 1 Hmam | Le Liberté (Rennes) Affluence : 4 000 Arbitrage : René Hervouet & Clément Bader |
| 12 mai 2012 18h00 | ×2 ×1                                                                                | Handzone  | ×3 ×2                                                                           | Le Liberté (Rennes) Affluence : 4 000 Arbitrage : René Hervouet & Clément Bader |

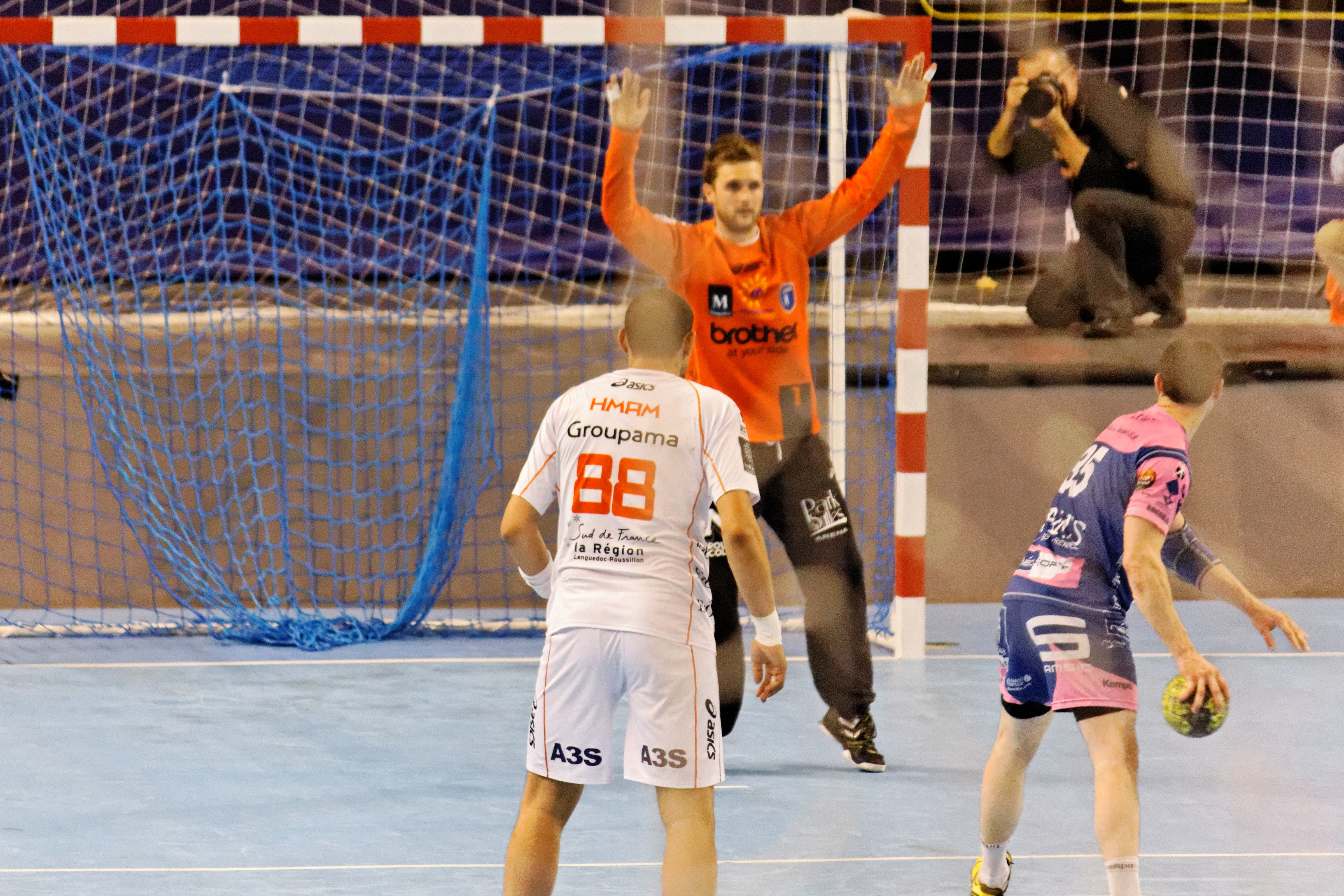
Le Cessonais Benoît Doré à 7 m face à Mickaël Robin.
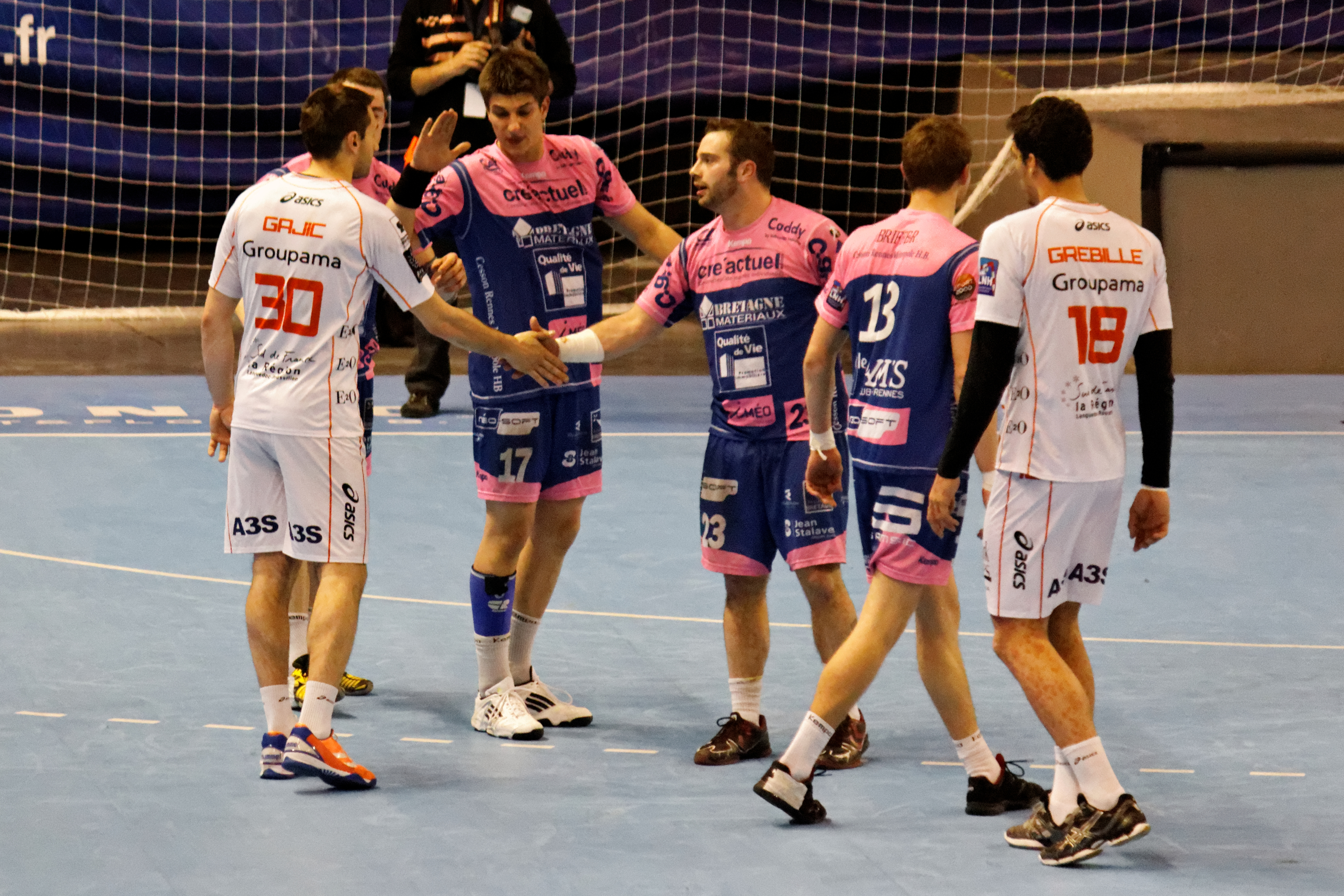
Les deux équipes à l'issue du match.
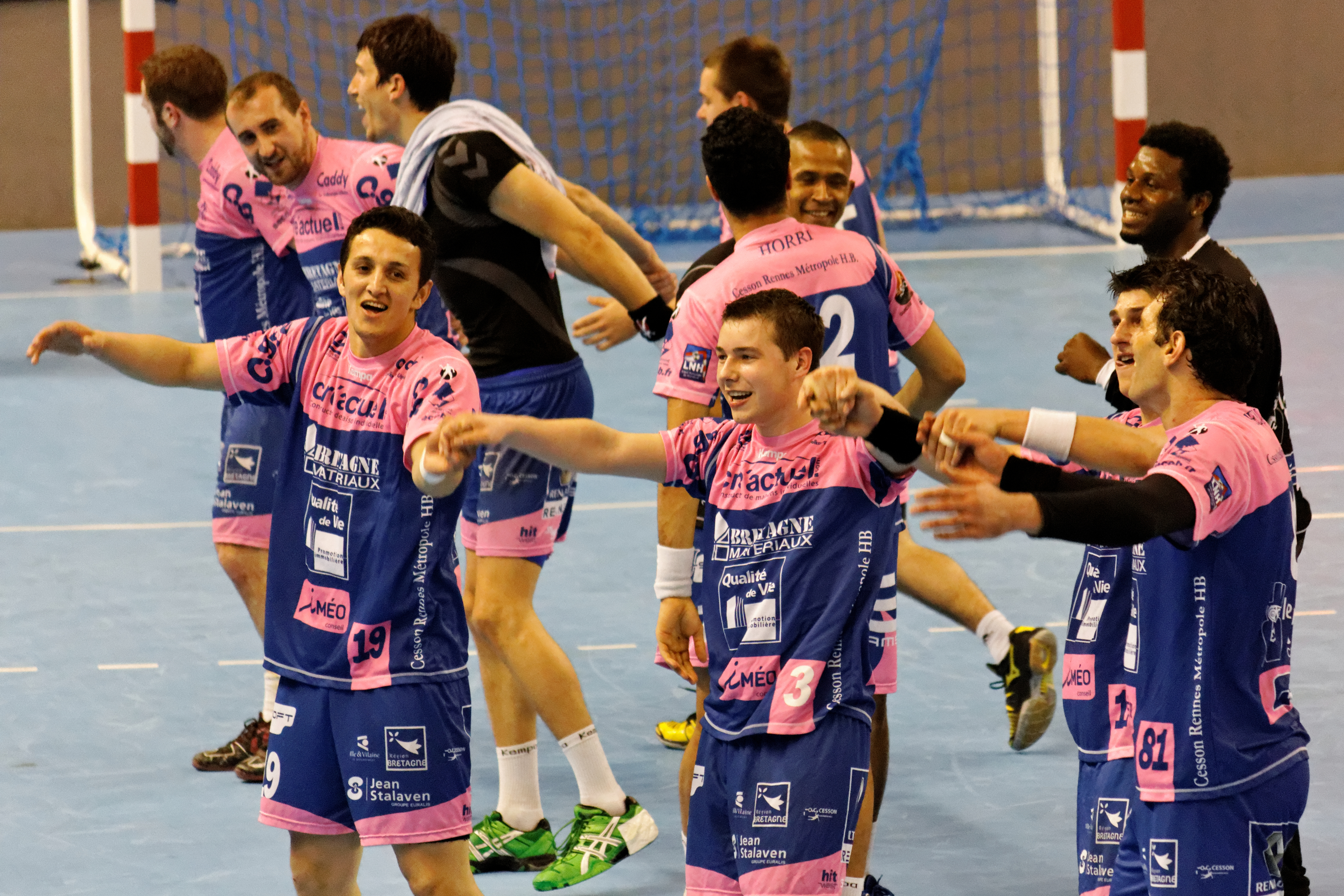
Les joueurs de Cesson Rennes fêtant leur victoire.

À l'issue de la rencontre, Cesson Rennes remporte le match 31-28 (mi-temps : 15-12) et assure son maintien. L'équipe du Montpellier AHB concède ainsi la 2e défaite de sa saison,,.
Benoît Doré, joueur de Cesson Rennes et auteur de 6 buts, déclare : « on a fait une bonne première mi-temps, même si on a raté quelques occasions pour arriver à la pause avec une plus grande avance. C’est dommage. À la reprise, Montpellier est reparti fort. Ils sont même passés devant. On a alors resserré la défense, on s’est battu comme des chiens dans les dernières minutes pour l’emporter ». Stéphane Clemenceau, le directeur général du club, se félicite de cette victoire : « on reçoit le champion de France, et on obtient notre maintien en le battant. Au niveau émotionnel, c'est énorme ».

## Soupçons de paris truqués et condamnations judiciaires

### Enquête et instruction judiciaire
Le 16 mai 2012, soit quatre jours après la rencontre, la Française des jeux informe les autorités judiciaires de « montants anormalement élevés par rapport à l'enjeu » qui se sont déroulés de « manière subite » depuis « une zone géographiquement circonscrite ». Les montants des paris sont à la hauteur de 80 000 euros, pour un gain de plus de 200 000 euros. D'après France Télévisions, un match de handball tous paris confondus, ne dépasse pas généralement plus de 5 000 euros de mises.
Le 30 septembre 2012, après la défaite 38-24 de Montpellier AHB au stade Pierre-de-Coubertin de Paris face au PSG Handball, la police procède à plusieurs interpellations. Parmi les personnes placées en garde à vue, sept joueurs du MAHB et deux du PSG qui évoluaient la saison précédente à Montpellier : Mladen Bojinović (PSG), Dragan Gajić (MAHB), Wissem Hmam (MAHB), Samuel Honrubia (PSG), Luka Karabatic (MAHB), Nikola Karabatic (MAHB), Vid Kavtičnik (MAHB), Primož Prošt (MAHB) et Mickaël Robin (MAHB).
Sont également interpellés, Yann Montiège le kiné du club héraultais, ainsi que sept autres personnes qui ont parié sur le résultat de la rencontre à la mi-temps. Parmi elles, les proches de certains joueurs dont les compagnes de Nikola et Luka Karabatic, Géraldine Pillet et Jeny Priez. Cette dernière, animatrice sur la chaîne NRJ 12, a confirmé « avoir parié » sur le match à la suite d'une demande de son compagnon et « avec l'argent de celui-ci », selon son avocat . Elle est libérée grâce à une caution de 13 000 euros.
Mickaël Robin, Vid Kavticnik et Wissem Hmam sont remis en liberté le 1er octobre, tandis qu'un dixième joueur, Issam Tej, est à son tour placé en garde à vue.
À l'issue des gardes à vue, les juges d'instruction montpelliérains prononcent la mise en examen de treize des personnes interpellées dont sept joueurs : Mladen Bojinovic, Dragan Gajic, Samuel Honrubia, Primož Prošt, Issam Tej et les deux frères Karabatic ainsi que les compagnes de ces derniers pour escroquerie par manœuvre frauduleuse,,. Yann Montiège est placé sous le statut de témoin assisté.
Le 4 octobre 2012, le club de Cesson Rennes annonce qu'il se porte partie civile dans le cadre de l'information judiciaire ouverte. 
Le 3 décembre 2013, le rapport d'expert du comportementaliste Pierre Sallet, qui devait déterminer s’il y a eu carence volontaire des joueurs afin que l’équipe de Cesson mène au score à la pause, est annulé par la chambre de l'instruction de la cour d'appel de Montpellier. 
Le 17 février 2014, la juge d’instruction Marie-Christine Desplat-Didier nomme deux nouveaux experts, l'ancien arbitre international Nordine Lazaar et un analyste vidéo dans la pratique sportive de haut niveau, qui devront également se prononcer sur d'éventuelles carences volontaires de la part des joueurs Montpelliérains.
Ceux-ci confirment en avril 2014 les soupçons de trucage : «En conséquence, notre intime conviction est qu’une telle convergence d’indicateurs anormaux, une telle différence d’engagement, de vitesse dans le jeu notamment entre la première et la deuxième mi-temps du match expertisé est trop curieuse pour être innocente et conjoncturelle.»
À la suite de l’annulation le 3 décembre 2013 du rapport de l'expert comportementaliste Pierre Sallet dans le cadre de la procédure sur l’affaire Cesson-Montpellier par la chambre de l'instruction de la cour d'appel de Montpellier, une source judiciaire pronostique : «Dans le meilleur des cas, le procès ne pourra pas s'ouvrir avant l'automne 2014».
En février 2015, le parquet de Montpellier demande le renvoi en correctionnelle des 17 mis en examen, dont Karabatic.

### Procès
Le procès a lieu à Montpellier en juin 2015 : le Parquet requiert des peines de prison avec sursis et des amendes allant jusqu'à 80 000 euros pour 16 personnes accusées.
En février 2017, un procès en appel a lieu, la cour d'appel de Montpellier condamne quatorze prévenus avec des peines s'échelonnant de 10 000 euros d'amende avec sursis à quatre mois de prison avec sursis et 40 000 euros d'amende ; seul Mickaël Robin est acquitté.

### Réactions
Dès le 17 mai 2012, les deux clubs réagissent :
- Le club héraultais annonce dans un communiqué, avoir « pris connaissance avec stupeur » de ces allégations qui leur « causent un préjudice d'image, sportif et économique en période de négociation des partenariats pour la saison prochaine ». Il ajoute attendre des « éléments précis sur les faits allégués [...] en vue de décider de donner à cette pseudo-affaire les suites judiciaires qu'elle mérite »[30].
- Philippe Barburet, président de Cesson Rennes, déclare : « Nous, on a fait un très bon match, poussé par 4 000 personnes. Mais on a vu qu'ils n'avaient pas envie de perdre. Ce n'était pas une équipe de baltringues. Il ne faut pas dévaloriser notre victoire »[7]. L’entraîneur breton David Christmann s'est dit « bouleversé » et précise que « le club est une victime en subissant de plein fouet l'abattage médiatique de cette affaire ». Il précise que cette association involontaire entraîne un « déficit d'image pour le Cesson Rennes MHB ». Depuis cette affaire, deux partenaires se sont désistés.

À la suite des arrestations du 30 septembre, le président de la Fédération française de handball (FFHB) Joël Delplanque, indique que « c'est une épreuve, une épreuve pour tout le monde, les joueurs, le club de Montpellier, la Fédération et le hand en général », avant d'ajouter « il est indispensable que cette enquête soit menée de manière la plus rapide et efficace possible pour qu'on connaisse enfin la vérité ».
Daniel Costantini, l'ancien sélectionneur de l'équipe de France, déclare au sujet de cette affaire : « Jusque-là c'était impensable. Mais on se rend compte que ce sont des garçons à qui on prêtait beaucoup plus de qualités qu'ils n'en ont. Nikola Karabatic, tout le monde parlait de son intelligence [...] Or si c'est avéré, il s'est comporté comme un petit con ».
Pour Valérie Fourneyron, la ministre des sports, cette affaire est « très douloureuse pour l'image du handball et du sport », elle estime que le dispositif législatif concernant les paris en ligne « doit être renforcé ».
Le 17 octobre, la société informatique Brother France annonce la fin du partenariat avec Montpellier AHB.